# Salpingotus heptneri
Salpingotus heptneri — вид гризунів родини Dipodidae. Його батьківщиною є пустелі помірного клімату в Казахстані, Узбекистані та, можливо, Росії. Вид названо на честь Володимира Гептнера. Цей нічний вид займає пустельні території. Він залишається в норах протягом дня і виходить вночі, щоб поживитися рослинністю, комахами та павуками.